# SIG SG 716戰鬥步槍
SIG SG 716是一款由瑞士軍工所研製和生產的縮短版本戰鬥步枪／卡賓槍／半自動步枪／狙擊步槍（精確射手步槍），在2010年SHOT Show（美國著名槍展）上首次亮相。該槍是以較早期型7.62毫米口徑AR-10和M16為藍本，發射7.62×51毫米北約口徑制式步枪子彈。

## 歷史
西格&紹爾公司是瑞士最大的輕武器製造公司，瑞士軍隊裝備的SIG SG 550系列突擊步槍是該公司的明星產品。但SG 550系列在瑞士以外並沒有更廣泛的市場，只有少量特種部隊和特種警察裝備。
為了能夠融入美國市場，公司認為外形及操作習慣需更向AR系列步槍靠攏。同時一款槍系開發出兩種口徑型，已經成為一種發展方向。明確了這個目標後，2010年，西格&紹爾美國分公司除了在SIG SG 556基礎上推出了外形及內部機構更向AR系列步槍靠攏的SIG SG 516系列步槍外，還在同時推出了其7.62×51毫米北約口徑放大型——SIG SG 716系列步槍。該槍採用與SIG SG 516相同的活塞式導氣系統，並因應口徑放大而對此作出相應的修改；而且因使用的是7.62×51毫米北約口徑子彈，所以採用了不同設計的消焰器。SIG SG 716系列步槍包括近身距離作戰型、戰術巡邏型、巡邏型及精確射手步槍型，共計4款。最初的彈匣為普通的钢製彈匣，而2011年起推出的SIG SG 716均採用馬格普推出、可與SR-25／M110共用的可拆卸式聚合物製彈匣。
2015年，西格&紹爾再推出該槍的最新改進型G2系列（SG 716 G2）。改進之處在於原來採用四面（頂部、左右兩側和下方）皆具有整體式MIL-STD-1913戰術導軌的護木，改為僅在頂部整合導軌的輕型護木，左右側和底部都具有KeyMod或M-LOK附件安裝界面系統，在需要時才藉以加裝一小段導軌或直接用以裝上戰術附件。
2020年，西格&紹爾再推出該槍的最新改進型716i（impingement，噴氣）。716i採用了直接導氣搭配轉拴式槍栓系統，而非短行程活塞導氣系統。這款斯通納槍栓和槍框活塞傳動系統有助西板&紹爾降低其製造成本並且推動716i的銷量增加，同時也實現了重量減輕。西格&紹爾似乎因而停產了原版SIG SG 716和SG 716 G2的型號，因為該公司已停止在其網站以上展示這些產品，但同時仍繼續在其線上商店中彈匣和其他備件的銷。根據彈道雜誌的讀者投票，716i獲評為2020年度最佳AR-10系列步槍。

## 設計細節

### 操作機構
SIG SG 716是一枝半自動槍械及7.62毫米口徑的步槍，擬於民用和執法市場上使用。同一系列還包括擊發調變式“戰鬥步槍”，嚴格地旨在執法和軍事用途。SIG SG 716系列步槍雖然是以閉鎖式槍機射擊，並且採用新型的短行程活塞傳動型氣動式自動操作方式，但並不是照搬SIG SG 556系列的活塞設計，而是重新設計了一款新型活塞系統。由導氣活塞推壓槍機機框向後運動，並且由復進簧向前返回及鎖定到位。在這段過程中會將下一發子彈裝填上膛。SIG SG 716具有一個4段式氣體調節器，可以讓使用者選擇引導到活塞的高壓火藥燃氣量。這是為了在所有環境不利的條件下，或是裝上消聲器的使用上維持其可靠性而使用。

#### 一體式活塞
由於SIG SG 716系列步槍推出時間比較晚，因此西格&紹爾公司的設計師得以目睹了其他廠商將活塞導氣方式運用到AR系列產品上所出現的各式問題，並且重新設計出一個能夠減少磨損的活塞系統。其一體式活塞採用钢製，並在表面上塗有防腐材料。活塞上帶有排氣的小孔，用以排除多餘的火藥燃氣。活塞上還設有緩衝簧，用以減輕活塞的衝擊，有利於延長其使用壽命。氣體調節器的尾部插入活塞的前部，擊發子彈以後，高壓火藥燃氣經導氣箍、氣體調節器，向後推動活塞，帶動槍機機框、槍機後座，完成抽殼、拋殼等機構動作。

#### 氣體調節器
SIG SG 716系列步槍上的氣體調節功能與SIG SG 556系列步槍上的氣體調節功能並不一樣，而是實現了更細化。
SIG SG 716系列步槍的氣體調節器設有4檔，第1檔為普通檔，適用於所有常用彈藥，比如：.308 Winchester子彈和7.62×51毫米北約口徑制式子彈；第2檔導氣量比較大，適合比較“髒”的彈藥，或是步槍掉落泥土以後沒有進行及時清理的情況；第3檔是專為加裝消聲器而設計的，為西格&紹爾美國分公司專門面對軍用市場而設計的；第4檔為關閉導氣孔狀態，這時的SIG SG 716系列步槍就變身成一枝靠手動上膛的單發步槍，此時雖然射速較慢，但可將其精度提高到最佳。
氣體調節器用螺紋固定在導氣箍上，需要清理時，可以直接用手或者子彈彈尖將氣體調節器擰下。

### 功能
為了符合人體工程學，SIG SG 716在AR-10式步槍之上進行了構圖。保險桿安裝在槍身左側、手槍握把上方，可以由射擊手的拇指來操作使用。除了精確射手型以外，所有SIG SG 716型號都配有一根由自由浮動式MIL-STD-1913戰術導軌護木所籠罩的406.4毫米（16英吋）槍管，以及由西格&紹爾公司翻轉式後備機械瞄具。SIG SG 716是以擊錘擊發，而除了SG 716精確射手步槍型具有兩道火扳機外，其他所有型號則具有軍用規格的一道火扳機。

#### 導氣箍
另外，與SIG SG 556系列不同的是，SIG SG 716系列步槍不再採用導氣箍與準星一體式設計，而是在導氣箍頂部設計了一段導軌，這段導軌上除了可加裝準星以配合翻轉式照門使用，機匣頂部也設有一段導軌，可加裝瞄準鏡。導氣箍的外形也有兩種設計，一種是“全封閉式”，還有一種是兩側帶有很大的開槽，除了減輕質量外，外形也更具美感。導氣箍整合了一個可調節的氣體調節器。導氣箍下方帶有可以安裝槍背帶環的預留位置。

#### 槍口消焰器
SIG SG 716系列步槍的槍口除了可用與SR-25戰鬥步槍型一樣的A2型鳥籠式消焰器，亦可使用其他樣式的消焰器或膛口裝置。

#### 供彈方式
7.62×51毫米北約口徑子彈的SIG SG 716型號可接受SR-25風格的可拆卸式彈匣。相容SR-25彈匣的彈匣插槽可以選用裝上5、10、20、25發等多種容量及材質的彈匣，甚至100發可拆卸式C-Mag彈鼓。

#### 無彈後定
SIG SG 716系列步槍亦具有無彈後定，當發射彈匣以內最後一發子彈以後，槍機保持開放裝置會鎖定槍機機框組件並且開放，這時只要按下位於機匣左側的槍機釋放槓桿即可釋放槍機。可替換地，一個左撇子射手可通過向後拉動拉機柄一段很短的距離以釋放槍機。

#### 手槍握把和槍托
SIG SG 716系列步槍的手槍握把和槍托都是馬格普工業公司（英語：Magpul）出品。尤其在槍托方面，除了精確射手步槍型配用馬格普公司研發的PRS固定及精密可調節式槍托以外，其他型號都採用馬格普CTR可伸縮式鏤空槍托。這種風格的槍托具向前和向後共6段位置。緩衝管區域下方的彈簧支撐式釋放槓桿會自動鎖定到每一個位置。

#### 其他特色
除基本巡邏型外，其他型號均採用平頂式機匣設計。上機匣、下機匣和護手均採用7075-T6高強度鋁合金製造，表面進行了陽極电镀處理。
槍機採用AR-10系列步槍的槍機，並且為了配合活塞導氣式設計，而將槍機機框結構進行了適當改進。
716巡邏型為黑色機身，而716巡邏沙色型和716巡邏橄欖綠型都是以Cerakote氮化表面轉換處理來變成各自的顏色。
西格&紹爾美國分公司還推出了上機匣一體式組件，可與任何一款AR-10系列步槍下機匣配合使用。

## 使用國
- - 地區應變組（英语：Territory Response Group）（半自動型）
- 加拿大
  - 加拿大特種作戰部隊司令部
- 印度
  - 印度軍隊（716精確射手步槍G2型，72,400枝，估計總值7,200萬美元）
- 墨西哥
  - 墨西哥海軍
- 菲律賓
  - 菲律賓陸軍
- 塞爾維亞
  - 憲兵隊（英语：Gendarmery (Serbia)）
- 瑞士
  - 瑞士軍隊（716精確射手步槍G2型）
- 乌克兰
  - 烏克蘭特種作戰部隊（716精確射手步槍G2型）
- 英国
  - 倫敦都市警部特種槍械司令部（716精確射手步槍G2型）

## 資料來源
1. 1 2 3 4 5  .   [2018-02-12]. （原始内容存档于2018-02-13）.
2. 1 2 3 4 5  .   [2018-02-12]. （原始内容存档于2018-02-13）.
3. 1 2 3 4 5 6  .   [2018-02-12]. （原始内容存档于2018-02-13）.
4. 1 2 3 4 5 6  .   [2018-02-12]. （原始内容存档于2018-02-13）.
5. ↑  . sigsauer.com.   [May 1, 2021]. （原始内容存档于2024-04-03）.
6. ↑  . ballisticmag.com. 21 January 2021  [May 1, 2021]. （原始内容存档于2023-04-17）.
7. ↑  .   [2018-02-12]. （原始内容存档于2018-02-05）.

## 外部連結
- （英文）—SIG Rifles－SIG SG 716（页面存档备份，存于）
- （英文）—Owner’s Manual—
  - SIG SG 716（页面存档备份，存于）
  - SIG SG 716G2 DMR（页面存档备份，存于）
- （英文）—Modern Firearms—SIG SG 716（页面存档备份，存于）
- （英文）—The Firearm Blog.com—
  - Sig Sauer SIG716 rifle（页面存档备份，存于）
  - Sig Sauer SIG716 .308 Battle Rifle Pricing（页面存档备份，存于）
  - SIG 716, SIG MCX and SIG 556 Xi: An Afternoon Of New Rifles At The SIG Academy（页面存档备份，存于）
  - SIG 716 Lightweight Prototype（页面存档备份，存于）
  - Czech Army Cancels Purchase of SIG 716 and Meopta Optics（页面存档备份，存于）
  - SIG Sauer RECALLS SIG716 DMR, SIG516 Carbon Fiber and SIGM400 Predator（页面存档备份，存于）
- （英文）—Tactical-Life.com—
  - Sneak Peek: Sig Sauer 716（页面存档备份，存于）
  - SIG SAUER 716 PATROL 7.62mm（页面存档备份，存于）
  - SIG SAUER 716 CQB（页面存档备份，存于）
  - SIG716 PATROL POWER SURGE（页面存档备份，存于）
  - SIG716 Patrol 7.62mm（页面存档备份，存于）
  - Sig Sauer SIG716 Precision 7.62mm Rifle | Gun Preview（页面存档备份，存于）
  - Sig Sauer SIG716 Precision 7.62mm Rifle: Reliable DMR | Gun Review（页面存档备份，存于）
  - Gun Test: Sig Sauer’s SIG716 DMR Rifle（页面存档备份，存于）
  - SIG716 DMR: Sig Sauer’s 7.62 Semi-Auto Sniper Rifle（页面存档备份，存于）
  - SIG716 Gen2 DMR: Sig Sauer’s Updated 7.62mm NATO Rifle（页面存档备份，存于）
- （英文）—Personal Defense World.com—Sig Sauer’s Black Rifles | Review（页面存档备份，存于）
- （简体中文）—D Boy Gun World（槍炮世界）—SIG516/716（页面存档备份，存于）